# Diego Tomé
Diego Tomé foi um arquitecto e escultor espanhol.

## Biografia
Filho de Antonio Tomé e irmão de Narciso Tomé
Junto com seu irmão Narciso, Diego Tomé esculpiu, em 1715, a fachada da Universidade de Valladolid.